# 255. pehotni polk (Italija)
255. pehotni polk Veneto je bil pehotni polk Kraljeve italijanske kopenske vojske.

## Zgodovina
Med prvo svetovno vojno je bil polk nastanjen na soški fronti. Novembra 1943 je bil polk preimenovan v 81. pehotni polk.